# قلعه حسین‌آباد
قلعه حسین‌آباد یکی از روستاهای استان آذربایجان شرقی است که در دهستان چاراویماق شرقی بخش شادیان شهرستان چاراویماق واقع شده‌است.این روستا ۴۶۵ نفر جمعیت دارد.